# Vattenaloe
Vattenaloe eller dyborre (Stratiotes aloides) är en av vår floras underligaste växter till både utseende och levnadssätt. Dess läge i vattnet är ett mellanting mellan submers (nedsänkt) och flytande; den har inga flytblad, utan en tät, mångbladig rosett av aloe-lika blad, det vill säga med jämnbred och i kanten taggsågad skiva; men inte desto mindre flyter växten, även om med djupt läge, så att endast bladens spetsar når över vattenytan, och en knippa tjocka trådrötter från rosettens bas häger ned mot bottnen, där de löst fäster sig i slammet. Stammen är ytterst kort, som bladens täta rosettställning utvisar. Efter blomningen sänker sig hela rosetten till bottnen. Så lever vattenaloen i grunt och stillastående vatten, dammar, vattengropar, träsk, grunda sjöar m.m., i Sverige tämligen sällsynt från Skåne till Hälsingland, i Finland likaledes sällsynt upp till Österbotten.
Växtens blomning är särdeles vacker genom de stora, rent vita kronbladen mot det mörka vattnet och dyn. Dock har blomman en vidrig lukt, som tydligt liknar aslukt, en egenskap, som lockar flugor och sannolikt även fjärilar till blomman. Denna växt är tvåbyggare; i Norden finns dock endast honplantan. Honblomman sitter ensam på ett robust, plattat, småtaggigt blomskaft, som nedom blomman bär två tånglikt motsatta förblad. Innanför kronbladen ses en mängd orangegula uddar, som är staminodier eller sterila ståndare, ståndarsträngar som slutar med en vit spets i stället för ståndarknapp. Innanför dem sitter märkena, som är sex par, eller sex kluvna och som slutligen åtskiljes och fördelar sig så, att man räknar tre grupper med fyra trådlika märken i varje grupp. Efter blomningen böjer sig blomskaftet ut ur rosetten, och fruktanlaget bryter sig vinkelrätt åt sidan ut mellan förbladen så att det kommer under vattenytan och pekar mot bottnen, men det mognar dock inte till frukt inom vårt floraområde, eftersom hanblommor här saknas. Vattenaloen har emellertid vegetativ förökning, liksom dybladet. Redan under blomningen utskjuter korta revor ur de nedre bladvinklarna med en stor bladrik knopp i spetsen, och sådana knoppar utvecklar sig redan före hösten till små plantor, som övervintrar i bottendyn och på våren flyter upp och fortsätter att växa, skilda från moderväxten genom revans multnande. Även moderväxten sjunker, och dess översta (eller innertsta) späda blad lever kvar över vintern för att nästa vår fortsätta att utveckla sig.